# 고우치정
고우치정(일본어: 河内町)은 일본 히로시마현 가모군의 중앙부에 있던 정이다. 2005년 2월 7일, 구로세정·도요사카정· 도요타군 아키쓰정과 함께 히가시히로시마시에 편입되어 소멸하였다. 

## 역사
- 1889년 4월 1일 - 시정촌제 시행으로 다이가촌이 성립하였다.
- 1924년 4월 1일 - 다이가촌이 개칭후 정으로 승격해 도요타군 고우치정이 성립하였다.
- 2005년 2월 7일 - 고우치정이 구로세정·후쿠토미정·도요사카정·도요타군 아키쓰정 등 5개 정이 히가시히로시마시에 편입되고 폐지되었다.

## 교통

### 철도
- 서일본 여객철도
  - 산요 본선

### 도로
- 산요 자동차도
- 국도 제432호선 (일본)(일본어판)